# BR-460
De BR-460 is een federale weg in de deelstaat Minas Gerais in het zuiden van Brazilië. De weg is een verbindingsweg tussen de BR-267 en de BR-354.
De weg heeft een lengte van 79,1 kilometer.

## Aansluitende wegen
- BR-267
- MG-456 bij Lambari
- BR-383 en MG-347 bij Carmo de Minas
- BR-383 bij São Lourenço
- BR-354

## Plaatsen
Langs de route liggen de volgende plaatsen:
- Lambari
- Jesuânia
- Carmo de Minas
- São Lourenço